# Церква Святої Варвари (Кутна Гора)
49°56′41″ пн. ш. 15°15′49″ сх. д. / 49.94472° пн. ш. 15.26361° сх. д.
Це́рква Свято́ї Варва́ри (лат. Chrám svaté Barbory) — римо-католицька церква в Чехії, в місті Кутна Гора. Побудований у стилі пізньої готики. Другий за величиною готичний храм країни. Одна з найбільш незвичних будівель такого типу у Центральній Європі. З 1995 року перебуває під захистом ЮНЕСКО.

## Історія
Відомості про будівництво собору Святої Варвари можна знайти у папських списках, буллах. Все починається з дозволу на будівництво в 1381 році. Будівництво велося в кілька етапів і в значній мірі було пов'язано з процвітанням срібних копалень у місті Кутна Гора. Будівельні роботи почалися в 1388 році на пагорбі за міськими стінами з прекрасним краєвидом на долину річки Врхліце. Раніше це місце було заселене шахтарями, тут була каплиця, освячена на честь святої Варвари — покровительки шахтарів. Першим будівельником був Ян з родини Парлерж (з якої походив і архітектор собору Святого Віта у Празі Петро), син якого в 1389 році в Кутній Горі навіть одружився. Будівельним матеріалом в цей час слугавав кутногірський пісковик з довколишніх кар'єрів. Під час Гуситських воєн будівництво було призупинено протягом тривалого часу і лише у вісімдесяті роки 15-го століття багаті містяни знайшли можливість для продовження роботи, яка мала бути покладена на місцевих мулярів Ганушів, які стали головними проектантами. Під їхнім керівництвом були закінчені перехресне склепіння, кільцева каплиця на хорах і трансепт.
У 1489 році відбулася зміна архітектора. Ним став відомий за збудованою у Празі Пороховою брамою Матей Рейсек. Почалися роботи з оздоблення фасадів (їх вигляд збережений донині) та закладення доріжок навколо вівтаря. Концепція Матея Рейсека в основному характеризується увагою до деталей і дрібних декоративних елементів. Типовим прикладом є гротескні скульптури зовні храму. Рейсек помер у 1506 році, але будівництво тривало згідно з його проектом.
У 1512 році відбулися докорінні зміни в Кутній Горі, коли міська рада уклала угоду з уже відомим архітектором Празького Граду Бенедиктом Рейтом, основним завданням якого було побудова нави. Рейт помер у 1534 році, але повільне будівництво  за його проектами тривало  до 1558 року, коли місто стало дуже бідним і було прийнято рішення про припинення будівництво, яке стало фінансовим тягарем.

## Галерея

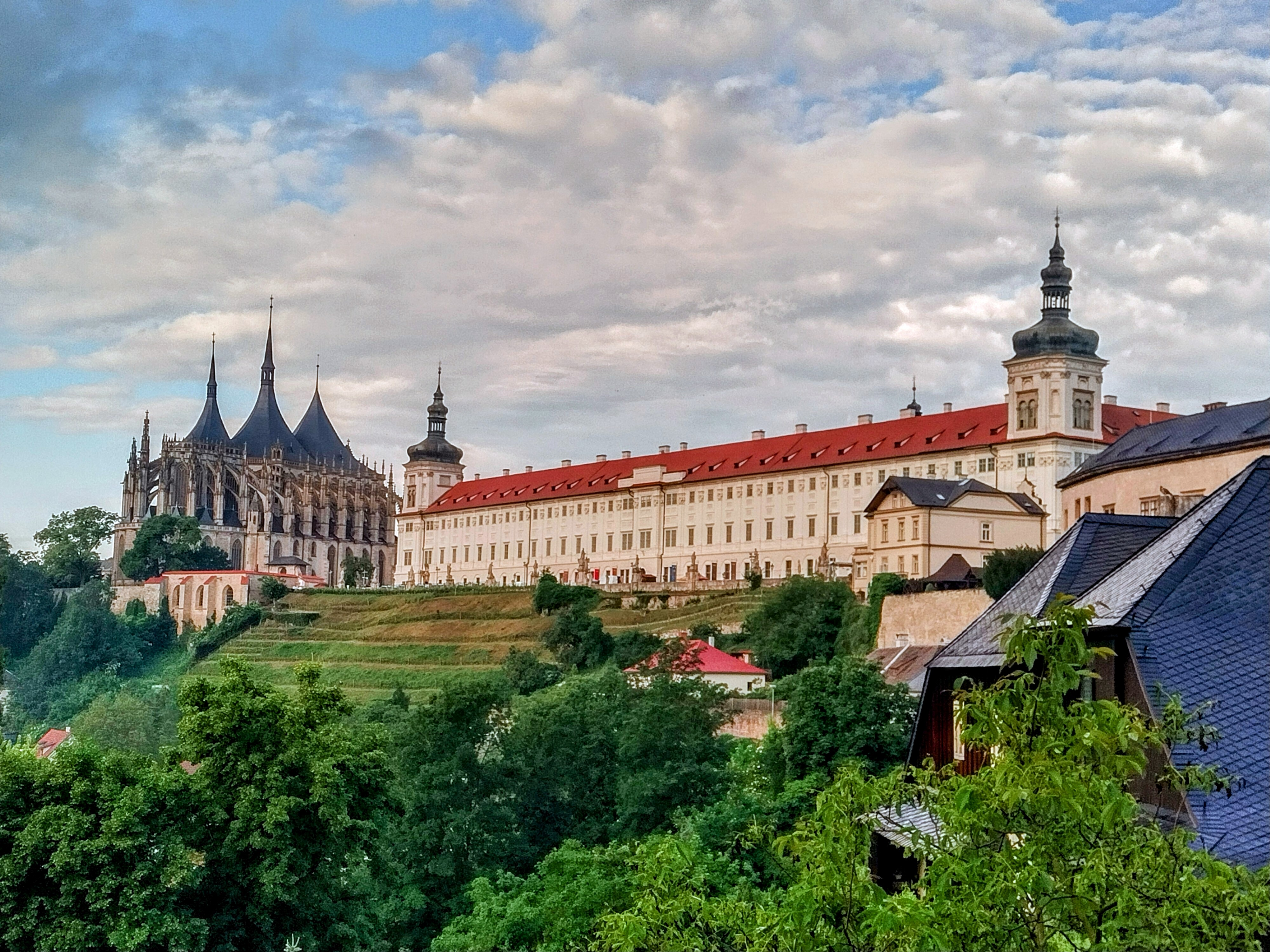
Вигляд на Єзуїтський колегіум і Собор Св. Варвари
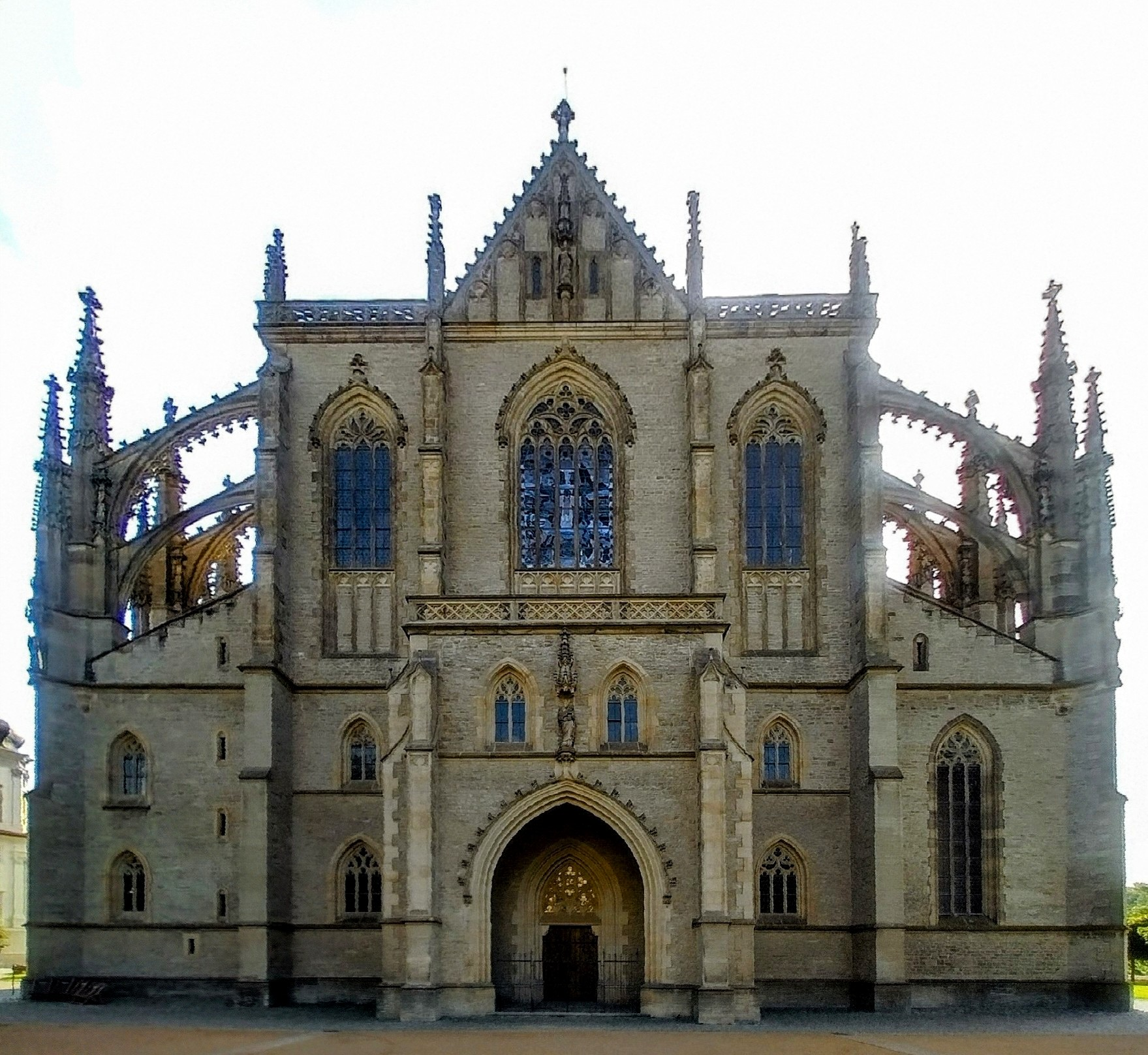
Головний фасад
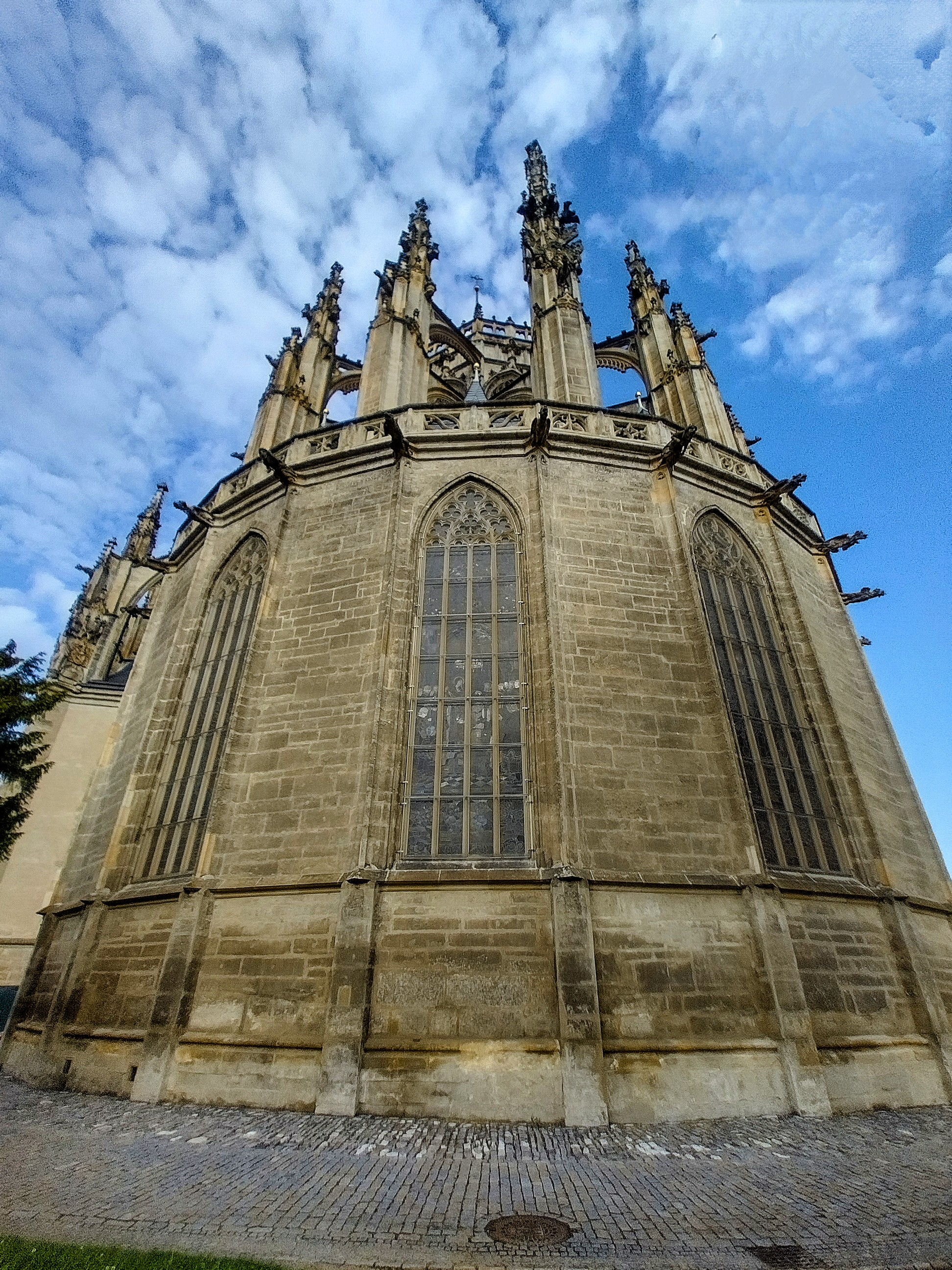
Зворотня сторона
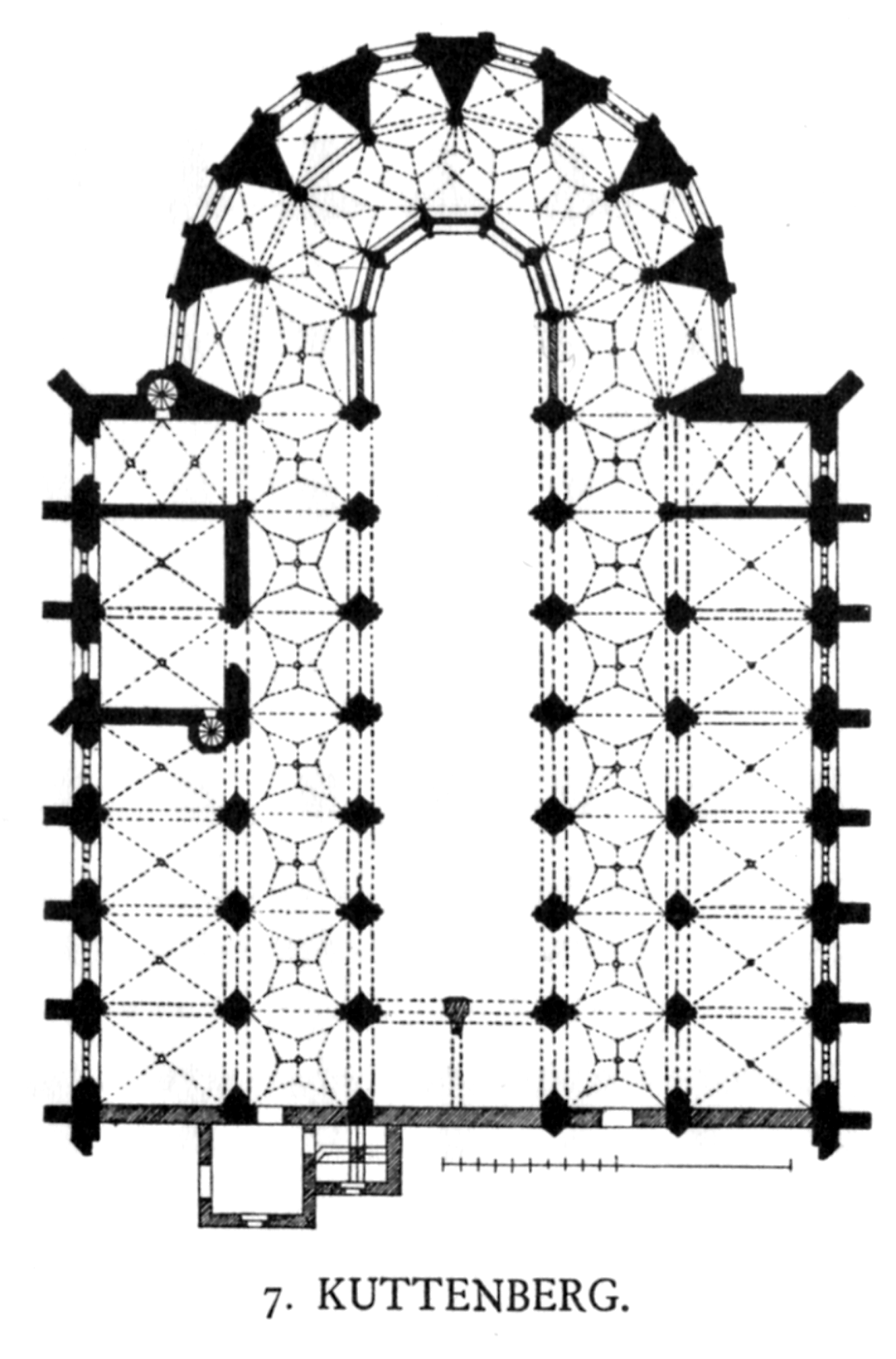
План першого поверху церкви (стан до реконструкції наприкінці XIX ст.)
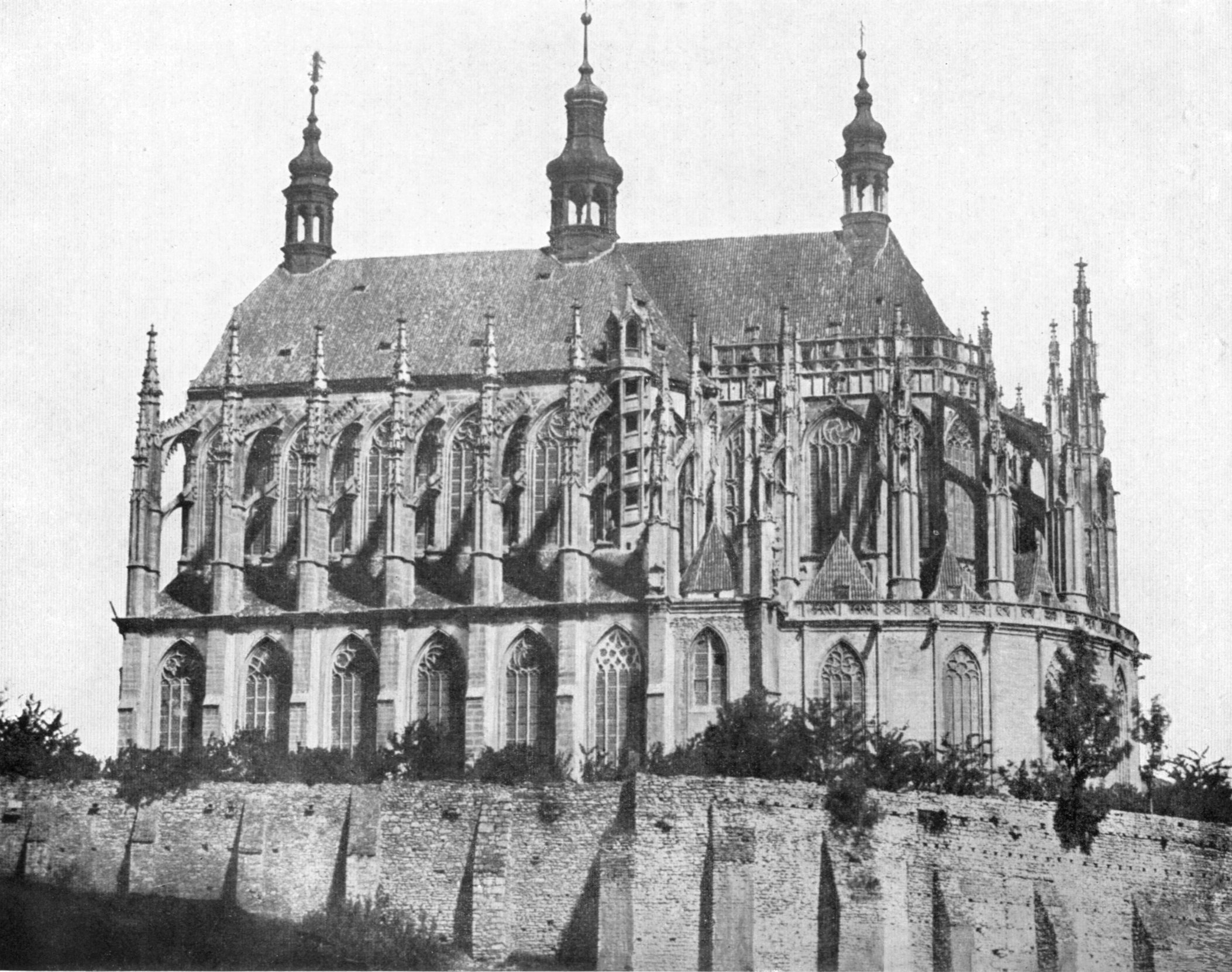
Загальний вигляд станом на 1856 р. (фото Андреас Гролл)
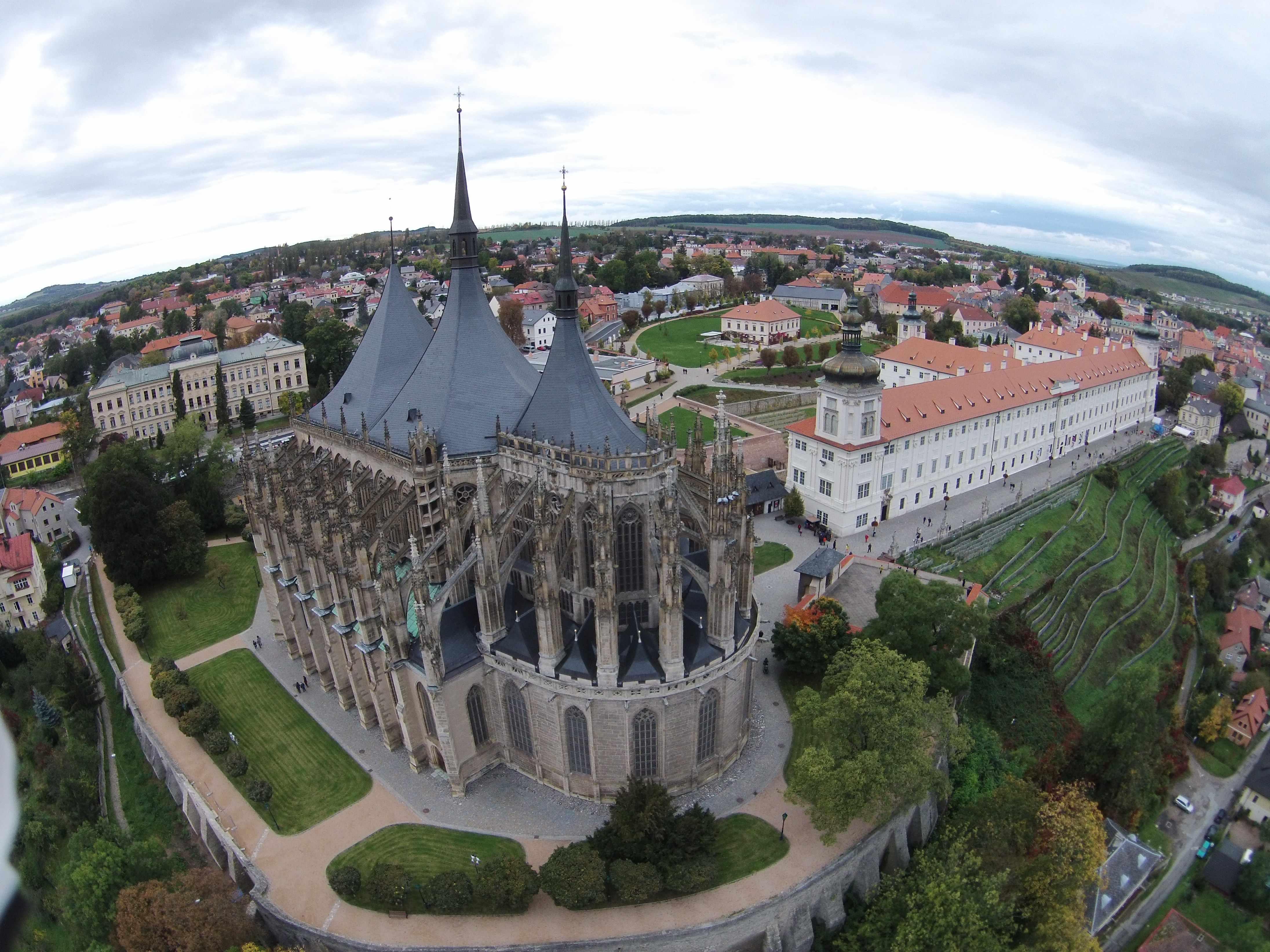
Вигляд з висоти пташиного польоту